# Арсенат железа(II)
Арсенат железа(II) — неорганическое соединение, 
соль железа и мышьяковой кислоты с формулой Fe3(AsO4)2,
зеленые кристаллы,
не растворяется в воде,
образует кристаллогидраты.

## Получение
- В природе встречается минерал симплезит — Fe3(AsO4)2•8H2O, светло-зеленые, зеленовато-черные, светло-синие, синие кристаллы [1].
- Обменная реакция:

{\displaystyle {\mathsf {3FeSO_{4}+2Na_{2}HAsO_{4}+8H_{2}O\ {\xrightarrow {}}\ Fe_{3}(AsO_{4})_{2}\cdot 8H_{2}O\downarrow +2Na_{2}SO_{4}+H_{2}SO_{4}}}}

## Физические свойства
Арсенат железа(II) образует зеленые кристаллы.
Не растворяется в воде.
Образует кристаллогидраты состава Fe3(AsO4)2•n H2O, где n = 6 и 8.
Кристаллогидрат Fe3(AsO4)2•8H2O образует кристаллы
моноклинной сингонии,
пространственная группа I 2/m,
параметры ячейки a = 1,020 нм, b = 1,348 нм, c = 0,471 нм, β = 102,78°, Z = 2.